# Датчик эффекта Холла

Колесо содержит два магнита, проходящих мимо датчика эффекта Холла

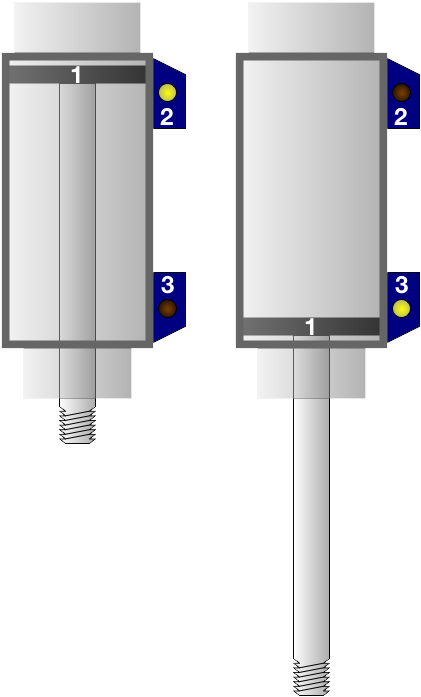
Магнитный толок (1) в этом пневматическом цилиндре заставит датчики эффекта Холла (2 и 3), установленные на его наружной стенке, сработать, когда он полностью втянется или выдвинется.

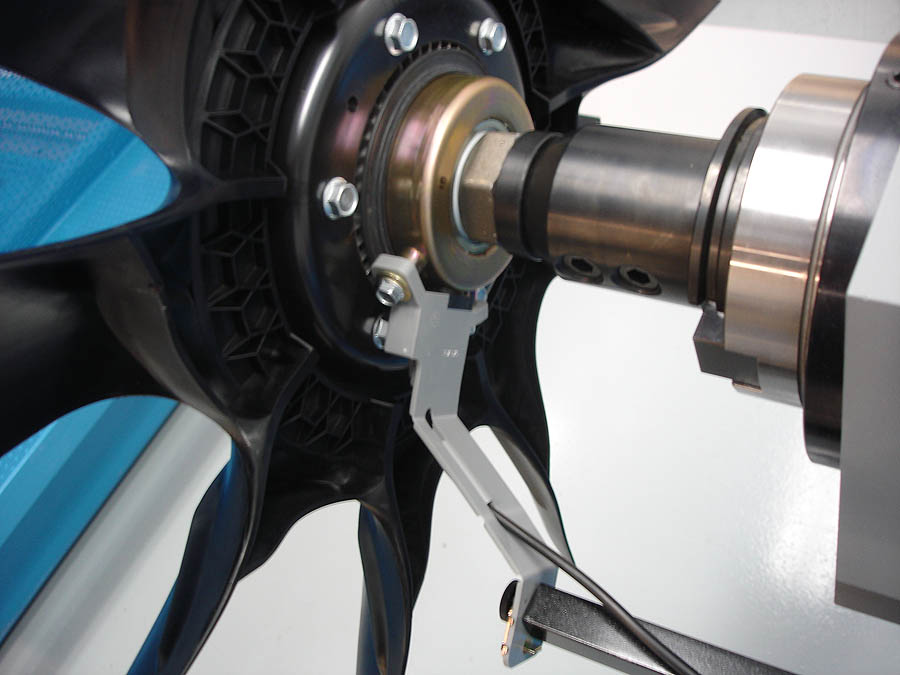
Вентилятор двигателя с датчиком эффекта Холла

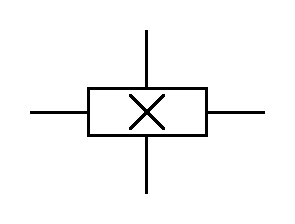
Условное графическое обозначение датчика Холла на схемах в соответствии с ГОСТ 2.730 и IEC 60617.

Датчик эффекта Холла (или просто датчик Холла) — измерительный преобразователь для измерения величины магнитного поля. Принцип работы датчика основан на эффекте Холла, и его исходное напряжение прямо пропорционально напряжённости магнитного поля. Данное явление было открыто американским физиком Эдвином Холлом в 1879 году.
Датчики эффекта Холла используются для бесконтактного определения, позиционирования, выявление скорости и определения тока.
Часто датчик Холла сочетается с выявлением порога, и он действует как переключатель и называется переключателем Холла. Обычно встречаются в промышленных приложениях, таких как изображенный пневматический цилиндр, они также используются в потребительском оборудовании. Например, некоторые компьютерные принтеры используют их для выявления отсутствующего листа бумаги и открытых обложек. Они также могут использоваться в компьютерных клавиатурах, где требуется сверхвысокая надежность. Другое использование датчика Холла заключается в создании MIDI-органных педальных клавиатур, где движение «клавиши» на педальной доске переводится как переключатель включения и выключения датчиками Холла.
Датчики Холла обычно используются для измерения скорости вращения колес и валов, например, для синхронизации зажигания двигателя внутреннего сгорания, тахометров и антиблокировочной тормозной систем. Они используются в вентильных электродвигателях постоянного тока для обнаружения положения постоянного магнита. На изображенном колесе с двумя одинаково расположенными магнитами напряжение от датчика достигает пика в два раза за каждый оборот. Эта схема обычно используется для регулирования скорости работы дисководов.

## Применение
Датчики Холла часто используются в качестве магнитометров, то есть для измерения магнитных полей или проверки материалов (например, труб или трубопроводов) с использованием принципов рассеяния магнитного потока.
Устройства, использующие эффект Холла, производят очень низкий уровень сигнала и, следовательно, требуют усиления. Хотя ламповые усилители первой половины 20-го века подходили для лабораторных приборов, они были слишком дорогими, энергоёмкими и ненадёжными для повседневного использования. Только с разработкой недорогой интегральной схемы датчик на эффекте Холла стал пригодным для массового применения. Многие устройства, которые сейчас продаются как датчики на эффекте Холла, фактически содержат как датчик, как описано выше, так и усилитель на интегральной схеме (IC) с высоким коэффициентом усиления в одном корпусе. Последние достижения позволили добавить в один пакет аналого-цифровой преобразователь и I²C (протокол связи между интегральными схемами) для прямого подключения к порту ввода-вывода микроконтроллера.

### Преимущества перед другими методами
Устройства на эффекте Холла (при надлежащей упаковке) невосприимчивы к пыли, грязи и воде. Эти характеристики делают устройства на эффекте Холла лучше для определения положения, чем альтернативные средства, такие как оптические и электромеханические измерения.

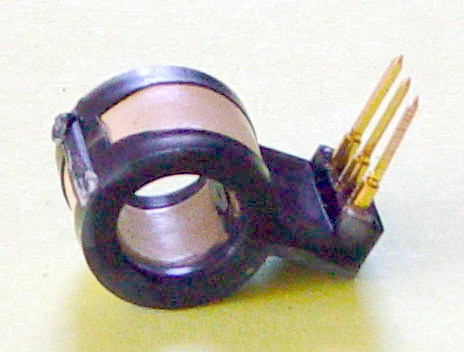
Датчик тока на эффекте Холла с внутренним усилителем на интегральной схеме. Отверстие 8 мм. Выходное напряжение при нулевом токе находится посередине между напряжениями питания, которые поддерживают дифференциал от 4 до 8 вольт. Отклик на ненулевой ток пропорционален подаваемому напряжению и линеен до 60 ампер для данного конкретного устройства (25 А).

Когда электроны проходят через проводник, создаётся магнитное поле. Таким образом, можно создать бесконтактный датчик тока. Устройство имеет три терминала. Напряжение датчика прикладывается к двум клеммам, а третий обеспечивает напряжение, пропорциональное измеряемому току. Это даёт несколько преимуществ: никакого дополнительного сопротивления (шунта, необходимого для наиболее распространенного метода измерения тока) не требуется в первичной цепи. Кроме того, напряжение, присутствующее в линии, которое должно быть измерено, не передаётся на датчик, что повышает безопасность измерительного оборудования.

### Недостатки по сравнению с другими методами
Магнитный поток из окружающей среды (например, других проводов) может уменьшать или увеличивать поле, которое датчик Холла намеревается измерить, делая результаты неточными.
Способы измерения механических положений в электромагнитной системе, такой как бесщёточный двигатель постоянного тока, включают (1) эффект Холла, (2) оптический датчик положения (например, абсолютные и инкрементальные датчики) и (3) индуцированное напряжение путём перемещения металлического сердечника, вставленного в трансформатор. Когда эффект Холла сравнивают с фоточувствительными методами, с Холлом труднее получить абсолютное значение. Холловские измерения также чувствительны к паразитным магнитным полям.

### Использование в наше время
Датчики на эффекте Холла доступны от ряда различных производителей и могут использоваться в различных датчиках, таких как датчики скорости вращения (велосипедные колеса, зубья шестерен, автомобильные спидометры, электронные системы зажигания), датчики потока жидкости, датчики тока и датчики давления. Обычные приложения часто встречаются там, где требуется прочный и бесконтактный переключатель или потенциометр. К ним относятся: электрические пистолеты для страйкбола, триггеры электропневматических ружей для пейнтбола, регуляторы скорости картинга, смартфоны и некоторые системы глобального позиционирования.

#### Преобразователь тока с ферритовым тороидом на эффекте Холла

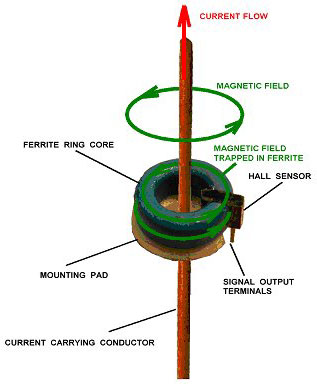
Схема преобразователя тока на эффекте Холла, встроенного в ферритовое кольцо.

Датчики Холла могут легко обнаруживать паразитные магнитные поля, в том числе магнитные поля Земли, поэтому они хорошо работают в качестве электронных компасов: но это также означает, что такие паразитные поля могут препятствовать точным измерениям малых магнитных полей. Чтобы решить эту проблему, датчики Холла часто интегрируют с каким-либо магнитным экраном. Например, датчик Холла, интегрированный в ферритовое кольцо (как показано), может уменьшить обнаружение полей рассеяния в 100 раз или лучше (поскольку внешние магнитные поля компенсируются в кольце, не давая остаточного магнитного потока). Эта конфигурация также обеспечивает улучшение отношения сигнал/шум и эффекты дрейфа более чем в 20 раз по сравнению с устройством Холла без покрытия.
Диапазон данного сквозного датчика может быть расширен вверх и вниз с помощью соответствующей проводки. Чтобы расширить диапазон до более низких токов, можно сделать несколько витков токоведущего провода через отверстие, каждый поворот добавляя к выходному сигналу датчика одно и то же количество; при установке датчика на печатную плату повороты могут осуществляться скобами на плате. Чтобы расширить диапазон до более высоких токов, можно использовать делитель тока. Делитель разделяет ток по двум проводам разной ширины, и более тонкий провод, по которому проходит меньшая часть общего тока, проходит через датчик.

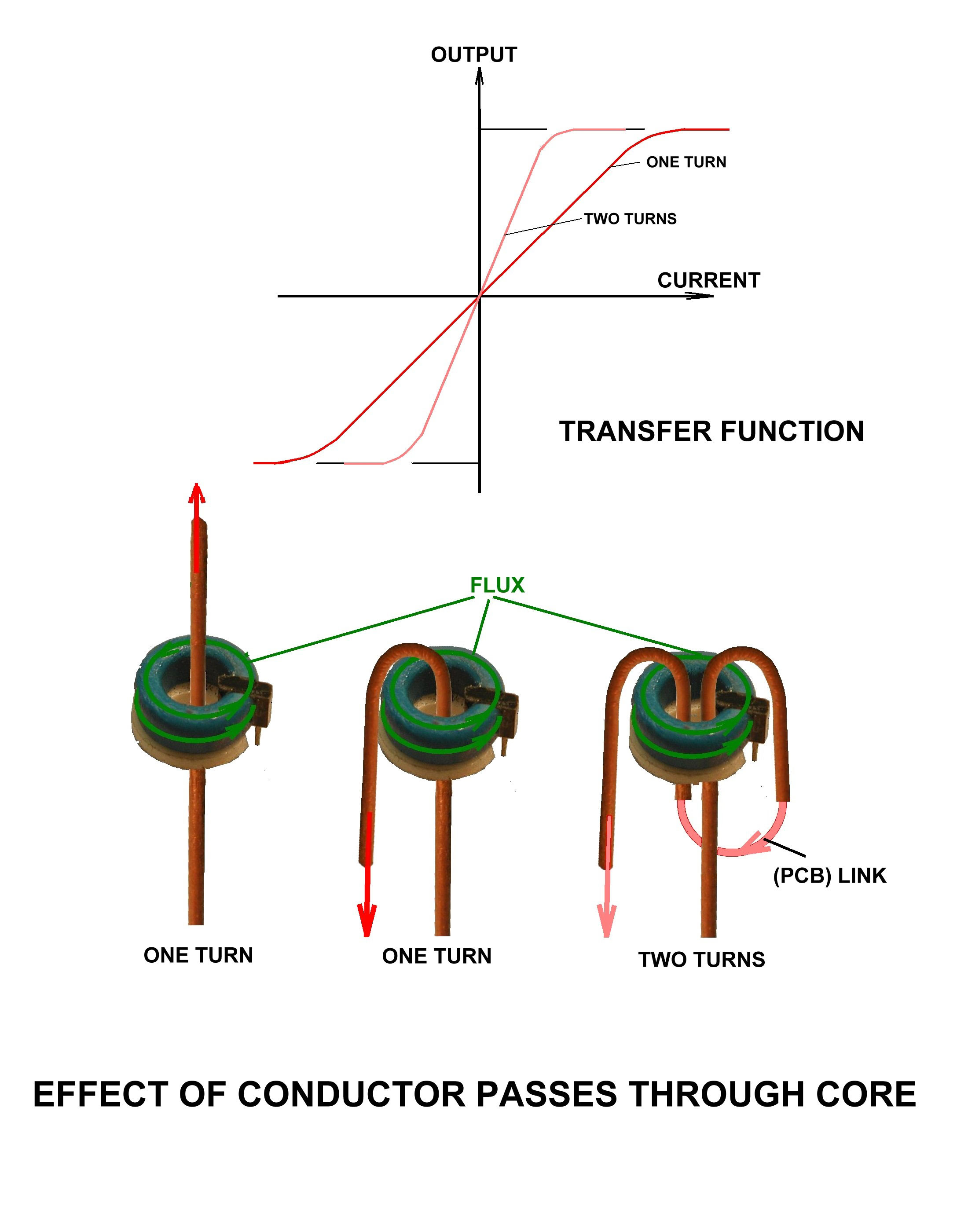
Множественные витки и соответствующая передаточная функция.

#### Датчик с разъёмным кольцом
Кольцевой датчик Холла используется в токоизмерительных клещах. Измерительный прибор закрепляется на линии, что позволяет использовать прибор в испытательном оборудовании. При использовании в стационарной установке такой метод позволяет проверять электрический ток без демонтажа существующей цепи.

#### Аналоговое умножение
Выходной сигнал пропорционален приложенному магнитному полю и приложенному напряжению датчика. Если магнитное поле прикладывается соленоидом, выходной сигнал датчика пропорционален произведению тока через соленоид и напряжения датчика. Поскольку большинство приложений, требующих вычислений, в настоящее время выполняются небольшими цифровыми компьютерами, оставшееся полезное приложение — измерение мощности в одном устройстве с эффектом Холла, которое объединяет измерение тока с измерением напряжения.

#### Измерение мощности
Измеряя ток, подаваемый на нагрузку, и используя приложенное к устройству напряжение можно определить мощность, рассеиваемую устройством.

#### Определение положения и движения
Устройства на эффекте Холла, используемые в датчиках движения и переключателей ограничения движения, могут обеспечить повышенную надёжность в экстремальных условиях. Поскольку внутри датчика или магнита нет движущихся частей, типичный ожидаемый срок службы увеличивается по сравнению с традиционными электромеханическими переключателями. Кроме того, датчик и магнит могут быть заключены в соответствующий защитный материал. Это приложение используется в вентильном электродвигателе постоянного тока.
Датчики на эффекте Холла, прикреплённые к механическим датчикам, которые имеют намагниченные индикаторные иглы, могут преобразовывать физическое положение или ориентацию стрелки механического индикатора в электрический сигнал, который может использоваться электронными индикаторами, элементами управления или устройствами связи.

#### Автомобильное зажигание и впрыск топлива
Обычно используемый в распределителях для определения угла опережения зажигания и в некоторых типах датчиков положения коленчатого вала и распределительного вала для определения времени импульса впрыска, измерения скорости и так далее. Датчик на эффекте Холла используется как прямая замена механических точек прерывания, используемых в более ранних автомобильных приложениях. Его использование в качестве устройства регулировки угла опережения зажигания в распределителях различных типов заключается в следующем. Стационарный постоянный магнит и полупроводниковая микросхема с эффектом Холла установлены рядом друг с другом и разделены воздушным зазором, образуя датчик Холла. Металлический ротор, состоящий из окон и выступов, установлен на валу и расположен так, что во время вращения вала окна и выступы проходят через воздушный зазор между постоянным магнитом и полупроводниковым кристаллом Холла. Это эффективно экранирует и подвергает чип Холла воздействию поля постоянного магнита в зависимости от того, проходит ли язычок или окно через датчик Холла. Для определения угла опережения зажигания металлический ротор будет иметь ряд выступов и окон одинакового размера, соответствующих количеству цилиндров двигателя. Это даёт однородный выходной сигнал прямоугольной формы, поскольку время включения и выключения (экранирование и экспонирование) одинаково. Этот сигнал используется компьютером двигателя или ЭБУ для управления моментом зажигания. Многие автомобильные датчики на эффекте Холла имеют встроенный внутренний NPN-транзистор с открытым коллектором и заземлённым эмиттером, что означает, что вместо напряжения, создаваемого на выходном проводе сигнала датчика Холла, транзистор включается, обеспечивая цепь для заземления через сигнальный выходной провод.

#### Определение скорости вращения колеса
Важное применение датчика Холла нашлось в антиблокировочных тормозных системах. Принципы работы таких систем были расширены и уточнены, чтобы предложить больше возможностей, чем функция противоскольжения. Теперь они обеспечивают расширенные улучшения управляемости автомобиля.

#### Управление электродвигателем
Некоторые типы вентильных электродвигателей постоянного тока используют датчики эффекта Холла для определения положения ротора и передачи этой информации на контроллер двигателя. Это позволяет повысить точность управления двигателем.

#### Промышленное применение
Приложения для измерения эффекта Холла также распространились на промышленные приложения, которые теперь используют джойстики на эффекте Холла для управления гидравлическими клапанами, заменяя традиционные механические рычаги бесконтактным датчиком. К таким приложениям относятся карьерные самосвалы, экскаваторы-погрузчики, краны, экскаваторы, ножничные подъемники и так далее.